# Кахраба
Махму́д Абдель-Моне́йм (араб. محمود عبد المنعم‎; род. 13 апреля 1994 года, Каир), известный также как Кахраба, — египетский футболист, игрок клуба «Аль-Ахли (Каир)» и национальной сборной Египта. Играет на позициях вингера (преимущественно на левом фланге) и центрального атакующего полузащитника, также способен сыграть на позиции оттянутого нападающего. Отличается высокой скоростью и хорошей техникой.
Кахраба является воспитанником каирских клубов «Аль-Ахли» и ЕНППИ. Профессиональную карьеру начал в ЕНППИ, затем выступал в Швейцарии за «Люцерн» и «Грассхоппер», после возвращения на родину играл за «Замалек». В 2016—2018 годах выступал за «Аль-Иттихад» в чемпионате Саудовской Аравии. В 2019 году играл за португальский «Авеш».
Кахраба выступал за различные юношеские и молодёжные сборные Египта. Особенно успешными были его выступления за сборную игроков до 20 лет, с которой он победил на молодёжном чемпионате Африки в 2013 году. В том же 2013 году он дебютировал во взрослой сборной Египта, а 2017 году помог ей стать серебряным призёром Кубка африканских наций. Участник чемпионата мира 2018 года.

## Клубная карьера

### Начало карьеры
Махмуд Абдель-Монейм родился и вырос в Каире. Там же он начинал свой путь в футболе с выступлений за юношескую команду местного клуба «Аль-Ахли». От тренера команды Бадра Рагаба он получил прозвище «Кахраба», что означает «электричество», поскольку, выходя на поле, добавлял энергии игре и заряжал ею партнёров. В 15 лет он образовал ударную пару игроков с другим воспитанником «Аль-Ахли» Махмудом Хассаном, более известным как «Трезеге», и забил 36 голов в 20 играх юношеской лиги. Вскоре Кахраба вынужден был перейти в другой столичный клуб, ЕНППИ, поскольку «Аль-Ахли» расформировал свою молодёжную команду.
В 2011 году Кахраба стал играть за первую команду ЕНППИ. Его дебют в профессиональном футболе состоялся 21 сентября 2011 года в кубковом матче с «Аль-Ахли». 18 декабря того же года Абдель-Монейм впервые сыграл в египетской Премьер-лиге, выйдя в стартовом составе на матч с «Вади Дегла». В основной состав клуба он долгое время не мог пробиться, поскольку на его позиции играли более опытные футболисты — игрок сборной Египта Ахмед Рауф и ивуариец Дие Фонейе. В сезоне 2011/2012 Кахраба сыграл лишь три матча в национальном чемпионате, а в следующем сезоне уже 13. 14 мая 2013 года в матче с «Телефонаат Бани Сувейф» он забил свой первый гол за ЕНППИ, который стал для его команды победным.

### Швейцарские клубы
Выступление Кахрабы в составе молодёжной сборной Египта летом 2013 года привлекло к нему внимание скаутов ряда европейских клубов, среди которых назывались немецкий «Шальке 04», английский «Халл Сити» и швейцарский «Люцерн». Тренер «Халл Сити» Стив Брюс заявил, что хотел бы видеть игрока в своей команде, но переход не осуществился из-за сложностей с получением для египтянина разрешения на работу в Великобритании.
8 августа 2013 года Кахраба перешёл в швейцарский «Люцерн» на правах аренды до конца сезона 2013/2014 с возможностью выкупа контракта. Он дебютировал в чемпионате Швейцарии 24 августа, выйдя на замену в матче с «Базелем». 5 октября египтянин, впервые выйдя на поле в стартовом составе «Люцерна», забил гол в ворота «Цюриха», ставший для него первым в Швейцарии, и был признан лучшим игроком матча. Кахраба был весьма полезен для команды, забив 7 голов в 16 матчах чемпионата Швейцарии и стал вторым в рейтинге бомбардиров клуба. В декабре 2013 года интерес к нему проявляла берлинская «Герта», а в марте руководство «Люцерна» готовилось продлить аренду игрока ещё на один сезон.
Однако в конце мая «Люцерн» досрочно расторг арендное соглашение Кахрабы по причине его «неподобающего поведения». В заявлении клуба сообщалось, что египтянин неоднократно проявлял неуважение к тренерам, другим игрокам и клубному руководству. Последний инцидент произошёл 26 марта 2014 года после кубкового матча с «Базелем», когда Абдель-Монейм отказался пожать руку спортивному директору «Люцерна» Александру Фраю, после чего был отстранён от командных тренировок. Тренер клуба Карлос Бенеггер обвинил египтянина в отсутствии профессионализма. Сам Кахраба заявил, что его отношения с руководством испортились после отказа заключать к «Люцерном» постоянный контракт, а последующее прекращение аренды произошло по его собственной инициативе.
Уже в мае 2014 года Кахраба договорился о новой аренде с другим швейцарским клубом «Грассхоппер». Соглашение было рассчитано на полгода, «Грассхоппер» заплатил 100 тыс. евро за аренду и получил возможность выкупить контракт египтянина за 1 млн евро. Высокого уровня игры в новом клубе Кахраба показать не сумел и редко выходил в основном составе. Несмотря на готовность руководства «Грассхоппера» заключить с игроком полноценный контракт, египтянин отказался от предложения, сославшись на нежелание быть запасным.

### Возвращение в Египет
В ноябре 2014 года сообщалось, что Кахраба близок к переходу в каирский «Аль-Ахли», однако этот переход не состоялся, и во второй половине сезона 2014/2015 он продолжил выступать за ЕНППИ. Забив шесть голов и отдав две голевые передачи, Абдель-Монейм помог своему клубу занять четвёртое место в чемпионате Египта. Но в мае 2015 года он был дисквалифицирован руководством ЕНППИ и лишён зарплаты за опоздание на тренировку и последовавшую за этим перепалку с генеральным менеджером Хуссейном Амином. В летнее трансферное окно Кахраба был близок к переходу в один из португальских клубов.
2 августа 2015 года Кахраба перешёл в состав чемпиона Египта, клуба «Замалек», с которым заключил контракт на пять лет. Сумма трансфера составила 750 тыс. евро. Уже в сентябре Кахраба помог своему новому клубу выиграть Кубок Египта. Он также хорошо проявил себя в Кубке Конфедерации КАФ, забив четыре гола в пяти матчах; с его помощью «Замалек» дошёл до стадии полуфинала турнира, где уступил будущим победителям — тунисскому клубу «Этуаль дю Сахель». В национальном чемпионате сезона 2015/2016 Махмуд сыграл 29 матчей, в которых забил 11 голов и отдал 5 голевых передач, став лучшим бомбардиром «Замалека». Для команды Кахраба стал ключевым игроком — в его отсутствие, из-за травм или по другим причинам, она играла крайне слабо, набрав всего 5 очков из 15 возможных. В Лиге чемпионов КАФ 2016 года Кахраба также был полезен, отметившись двумя забитыми голами в четырёх матчах. При высоких спортивных результатах в «Замалеке» у Махмуда вновь возникли проблемы в общении с тренерами. В последнем матче сезона, в котором «Замалек» встречался с принципиальным соперником, «Аль-Ахли», Кахраба вступил в перепалку с тренерским штабом, выражая недовольство тем, что его заменили. После этого инцидента руководства клуба отстранило игрока.

### В Саудовской Аравии
14 июля 2016 года Махмуд отправился в годичную аренду в саудовский «Аль-Иттихад» из Джидды, за которую «Замалек» получил 2 млн американских долларов. В чемпионате Саудовской Аравии Кахраба дебютировал 11 августа 2016 года, выйдя в стартовом составе на матч с «Аль-Раедом», и в этом же матче забил свой первый гол в новой команде. В своём третьем матче египтянин провёл четыре гола в ворота «Аль-Вахды». Весь сезон Кахраба отыграл на высоком уровне, став лидером атак и лучшим бомбардиром «Аль-Иттихада» — 16 голов в 20 матчах в чемпионате Саудовской Аравии. В финале Кубка наследного принца, который состоялся 10 марта 2017 года, он своим голом принёс клубу победу.
В мае 2017 года сообщалось, что «Аль-Иттихад» и представляющий ОАЭ клуб «Аль-Джазира» рассчитывают приобрести египтянина в летнее трансферное окно. Председатель совета директоров «Замалека» Мортада Мансур на протяжении всего сезона комментировал выступления Кахрабы в Саудовской Аравии, называя различные суммы, в которые клуб его оценивает: от 15 до 100 млн долларов США. В июне 2017 года «Аль-Иттихад» продлил арендное соглашение Махмуда ещё на сезон, заплатив за это «Замалеку» 45 миллионов египетских фунтов.
В первых двух матчах сезона 2017/2018 Кахраба забил по голу, но затем в его игре наступил серьёзный спад. В октябре 2017 года сам футболист ухудшение своей спортивной формы объяснил тем, что уже несколько лет страдает от последствий травмы спины, которые в последнее время значительно обострились. В ноябре он отправился в Германию на лечение. Набрать прежнюю форму Кахраба не смог и завершил сезон 2017/2018 с шестью забитыми голами в 29 матчах. Руководство «Аль-Иттихада» отказалось от идеи приобретения футболиста или продления его аренды. Сам египтянин заявлял, что после чемпионата мира 2018 года планирует продолжить карьеру в Европе.

### Возвращение в «Замалек»
Несмотря на свои заявления о скором переезде в Европу после завершения аренды, Кахраба начал сезон 2018/2019 в составе «Замалека». Уже в августе 2018 года, вскоре после возвращения в «Замалек», Кахраба не был включён тренером Кристианом Гроссом в заявку на матч с ЕНППИ из-за дисциплинарных нарушений. Тем не менее в первой половине сезона игрок хорошо проявил себя, в 11 матчах забив три гола и сделав четыре голевых передачи. В ноябре 2018 года президент «Замалека» Мортада Мансур объявил о заключении с Кахрабой нового четырёхлетнего контракта. 24 февраля 2019 года в матче Кубка Конфедерации КАФ с ангольским «Петру Атлетику» Кахраба был заменён и, покидая поле, плюнул в сторону трибыну болельщиком своей команды, которые критиковали его за слабую игру. За этот инцидент он был временно отстранён руководством «Замалека» от игр и тренировок, а также оштрафован на 300 тыс. египетских фунтов. Вернувшись в состав, Кахраба помог своей команде выиграть Кубок конфедерации. Он также стал лучшим игроком «Замалека» в чемпионате Египта, забив 11 голов и сделав 11 голевых передач в 27 матчах.
Летом 2019 года Махмуд вступил в конфликт с президентом «Замалека» Мортадой Мансуром, самовольно покинул расположение клуба и пропустил предсезонные сборы. Игрок и его агент утверждали, что контракт Кахрабы с «Замалеком» истёк 30 июня 2019 года, в то время как президент клуба настаивал, что Махмуд связан контрактными обязательствами до июня 2023 года. В июле Кахраба посетил Турцию, где провёл переговоры с клубами «Бешикташ» и «Денизлиспор», но не смог договориться по условиям контракта.

### В Португалии
25 июля 2019 года португальский клуб «Авеш» объявил о заключении с Кахрабой двухлетнего контракта. На приобретении египтянина настоял новый главный тренер клуба Аугушту Инасиу, ранее работавший в «Замалеке». По поводу этого трансфера, который прошёл без согласования с предыдущим клубом Махмуда, Мортада Мансур пообещал обратиться с жалобой в ФИФА. В конце августа, уже после начала футбольного сезона в Португалии, Кахраба получил официальное разрешение выступать за свой новый клуб. В чемпионате Португалии он дебютировал 23 августа в матче с «Риу Аве», на который вышел в стартовом составе. Египтянин не сумел вписаться в игру и был заменён уже на 43-й минуте, его клуб уступил с разгромным счётом 1:5. 31 августа, в своей второй игре за «Авеш», Кахраба вышел на замену и забил гол в ворота «Фамаликана» в концовке встречи.

## Выступления за сборную
Кахраба выступал за различные юношеские и молодёжные сборные Египта. В составе молодёжной сборной Египта Кахраба провёл двадцать пять матчей и забил десять голов. Он принимал участие в чемпионате мира среди молодёжных команд 2013 года и победном для своей сборной молодёжном чемпионате Африки того же года, на котором вошёл в символическую сборную турнира, стал вторым в гонке бомбардиров, а также забил решающий пенальти в финальной встрече.
В августе 2013 года тренер Боб Брэдли впервые вызвал 19-летнего Кахрабу во взрослую сборную Египта. Дебют футболиста состоялся 10 сентября в матче отборочного турнира к чемпионату мира 2014 года против сборной Гвинеи. Шавки Гариб, сменивший Брэдли на должности тренера сборной Египта, Абдель-Монейма в свою команду не вызывал. Вновь заиграл в национальной сборной Кахраба лишь в 2015 году, когда новым тренером египтян стал Эктор Купер. 6 сентября 2015 года он забил свой первый гол за сборную, отличившись в матче отборочного турнира к Кубку африканских наций против сборной Чада.
На сам Кубок африканских наций 2017 года Кахраба поехал в качестве запасного. В матчах группового турнира с командами Уганды и Ганы он выходил на замену. Также на замену Кахраба вышел и в четвертьфинальном матче со сборной Марокко, но при этом забил победный гол на последних минутах. Полуфинальный матч с командой Буркина-Фасо он начал в стартовом составе и отдал голевую передачу на Мохаммеда Салаха, забившего важный гол. Однако финал, в котором египтяне уступили сборной Камеруна, Кахраба вынужден был пропустить из-за перебора жёлтых карточек.
В отборочном турнире к чемпионату мира 2018 года Кахраба не был основным игроком сборной, приняв участие лишь в трёх матчах. В мае 2018 года Эктор Купер включил его в заявку сборной Египта на чемпионат мира в России. Во всех трёх матчах группового турнира (с командами Уругвая, России и Саудовской Аравии) Абдель-Монейм выходил на замену.

## Стиль игры
Кахраба выполняет преимущественно атакующие функции. Его привычная позиция — левый вингер, но он также может играть на противоположном фланге, на позиции центрального атакующего полузащитника, оттянутого форварда при игре с двумя нападающими или «ложной девятки». Его отличают высокая стартовая скорость, хорошие технические навыки, умение контролировать мяч, дриблинг. При этом Кахраба часто подвергается критике из-за своего эгоизма и отсутствия профессионализма. Во многих командах, за которые он выступал, Махмуд конфликтовал с партнёрами, тренерами и руководством.

## Личная жизнь
В мае 2017 года Кахраба обручился с семнадцатилетней Шадвой аль-Хадари, которая является дочерью его партнёра по сборной Египта, вратаря Эссама аль-Хадари. Шадва также занималась футболом и на тот момент выступала за молодёжную команду женского клуба «Вади Дегла». Однако вскоре они расстались — согласно сообщению Daily Mirror, это произошло, когда выяснилось, что Махмуд уже обручён с некой актрисой.

## Статистика

### Клубная статистика
| Выступление          | Выступление        | Выступление        | Лига | Лига | Кубок | Кубок | Континент | Континент | Прочие | Прочие | Итого | Итого |
| Клуб                 | Лига               | Сезон              | Игры | Голы | Игры  | Голы  | Игры      | Голы      | Игры   | Голы   | Игры  | Голы  |
| -------------------- | ------------------ | ------------------ | ---- | ---- | ----- | ----- | --------- | --------- | ------ | ------ | ----- | ----- |
| ЕНППИ                | I                  | 2010/2011          | 0    | 0    | 1     | 0     | —         | —         | —      | —      | 1     | 0     |
| ЕНППИ                | I                  | 2011/2012          | 3    | 0    | 0     | 0     | —         | —         | —      | —      | 3     | 0     |
| ЕНППИ                | I                  | 2012/2013          | 13   | 1    | 0     | 0     | —         | —         | —      | —      | 13    | 1     |
| ЕНППИ                | I                  | 2014/2015          | 17   | 6    | 1     | 1     | —         | —         | —      | —      | 18    | 7     |
| ЕНППИ                | Итого              | Итого              | 33   | 7    | 2     | 1     | —         | —         | —      | —      | 35    | 8     |
| Люцерн               | I                  | 2013/2014          | 16   | 7    | 3     | 0     | —         | —         | —      | —      | 19    | 7     |
| Грассхоппер          | I                  | 2014/2015          | 11   | 2    | 2     | 0     | 4         | 0         | —      | —      | 17    | 2     |
| Замалек              | I                  | 2014/2015          | —    | —    | 4     | 0     | 5         | 4         | —      | —      | 9     | 4     |
| Замалек              | I                  | 2015/2016          | 29   | 11   | 1     | 0     | 4         | 2         | 1      | 1      | 35    | 14    |
| Аль-Иттихад (Джидда) | I                  | 2016/2017          | 20   | 16   | —     | —     | —         | —         | 4      | 2      | 24    | 18    |
| Аль-Иттихад (Джидда) | I                  | 2017/2018          | 24   | 4    | 5     | 2     | —         | —         | —      | —      | 29    | 6     |
| Аль-Иттихад (Джидда) | Итого              | Итого              | 44   | 20   | 5     | 2     | —         | —         | 4      | 2      | 53    | 24    |
| Замалек              | I                  | 2018/2019          | 27   | 11   | 2     | 0     | 10        | 1         | —      | —      | 39    | 12    |
| Замалек              | Итого за «Замалек» | Итого за «Замалек» | 56   | 22   | 5     | 0     | 19        | 7         | 1      | 1      | 81    | 30    |
| Авеш                 | I                  | 2019/2020          | 5    | 1    | 0     | 0     | —         | —         | —      | —      | 5     | 1     |
| Аль-Ахли (Каир)      | I                  | 2019/2020          | 15   | 5    | 3     | 1     | 5         | 0         | 1      | 0      | 24    | 6     |
| Аль-Ахли (Каир)      | I                  | 2020/2021          | 9    | 4    | 0     | 0     | 4         | 2         | 1      | 0      | 14    | 6     |
| Аль-Ахли (Каир)      | Итого              | Итого              | 24   | 9    | 3     | 1     | 9         | 2         | 2      | 0      | 38    | 12    |
| Всего за карьеру     | Всего за карьеру   | Всего за карьеру   | 189  | 70   | 17    | 4     | 32        | 9         | 7      | 3      | 245   | 86    |

1. ↑  Лига чемпионов УЕФА, Лига Европы УЕФА, Кубок Конфедерации КАФ, Лига чемпионов КАФ.
2. ↑  Суперкубок Египта, Кубок наследного принца Саудовской Аравии, Клубный чемпионат мира.

### Матчи и голы за сборную
| №  | Дата             | Оппонент          | Счёт          | Голы | Соревнование              |
| -- | ---------------- | ----------------- | ------------- | ---- | ------------------------- |
| 1  | 10 сентября 2013 | Гвинея            | 4:2           | —    | Отборочные матчи ЧМ-2014  |
| 2  | 14 ноября 2013   | Замбия            | 2:0           | —    | Товарищеский матч         |
| 3  | 19 ноября 2013   | Гана              | 2:1           | —    | Отборочные матчи ЧМ-2014  |
| 4  | 8 июня 2015      | Малави            | 2:1           | —    | Товарищеский матч         |
| 5  | 14 июня 2015     | Танзания          | 3:0           | —    | Отборочные матчи КАН-2017 |
| 6  | 6 сентября 2015  | Чад               | 5:1           | 1    | Отборочные матчи КАН-2017 |
| 7  | 11 октября 2015  | Замбия            | 3:0           | —    | Товарищеский матч         |
| 8  | 14 ноября 2015   | Чад               | 0:1           | —    | Отборочные матчи ЧМ-2018  |
| 9  | 17 ноября 2015   | Чад               | 4:0           | —    | Отборочные матчи ЧМ-2018  |
| 10 | 29 января 2016   | Ливия             | 2:0           | —    | Товарищеский матч         |
| 11 | 8 января 2017    | Тунис             | 1:0           | —    | Товарищеский матч         |
| 12 | 21 января 2017   | Уганда            | 1:0           | —    | Финальные матчи КАН-2017  |
| 13 | 25 января 2017   | Гана              | 1:0           | —    | Финальные матчи КАН-2017  |
| 14 | 29 января 2017   | Марокко           | 1:0           | 1    | Финальные матчи КАН-2017  |
| 15 | 1 февраля 2017   | Буркина-Фасо      | 1:1 (4:3 пен) | —    | Финальные матчи КАН-2017  |
| 16 | 28 марта 2017    | Того              | 3:0           | 1    | Товарищеский матч         |
| 17 | 12 июня 2017     | Тунис             | 0:1           | —    | Отборочные матчи КАН-2019 |
| 18 | 31 августа 2017  | Уганда            | 0:1           | —    | Отборочные матчи ЧМ-2018  |
| 19 | 27 марта 2018    | Греция            | 0:1           | —    | Товарищеский матч         |
| 20 | 25 мая 2018      | Кувейт            | 1:1           | —    | Товарищеский матч         |
| 21 | 1 июня 2018      | Колумбия          | 0:0           | —    | Товарищеский матч         |
| 22 | 6 июня 2018      | Бельгия           | 0:3           | —    | Товарищеский матч         |
| 23 | 15 июня 2018     | Уругвай           | 0:1           | —    | Финальные матчи ЧМ-2018   |
| 24 | 19 июня 2018     | Россия            | 1:3           | —    | Финальные матчи ЧМ-2018   |
| 25 | 25 июня 2018     | Саудовская Аравия | 1:2           | —    | Финальные матчи ЧМ-2018   |
| 26 | 14 ноября 2019   | Кения             | 1:1           | 1    | Отборочные матчи КАН-2021 |
| 27 | 18 ноября 2019   | Коморы            | 0:0           | —    | Отборочные матчи КАН-2021 |

Итого: 27 матчей / 4 гола; 15 побед, 4 ничьи, 8 поражений.

## Достижения
Замалек
- Обладатель Кубка Конфедерации КАФ: 2018/19
- Обладатель Кубка Египта (2): 2014/15, 2015/16

Аль-Иттихад (Джидда)
- Обладатель Кубка наследного принца Саудовской Аравии: 2016/17
- Обладатель Саудовского кубка чемпионов: 2017/18

Аль-Ахли (Каир)
- Победитель Лиги чемпионов КАФ (2) : 2019/20, 2020/21
- Чемпион Египта: 2019/20
- Обладатель Кубка Египта: 2019/20

Молодёжная сборная Египта
- Победитель молодёжного чемпионата Африки: 2013

Сборная Египта
- Серебряный призёр Кубка африканских наций: 2017